# ジャーリヤ経
『ジャーリヤ経』（巴: Jāliya-sutta, ジャーリヤ・スッタ）とは、パーリ仏典経蔵長部の第7経。漢訳では『闍利経』（じゃりきょう）とも表現する。
伝統漢訳経典の中には、類似内容の経典は無い。
経名は、経中に登場する遍歴行者ジャーリヤ（闍利）に因む。

## 構成

### 登場人物
- 釈迦
- マンディッサ --- 遍歴行者
- ジャーリヤ --- 遍歴行者

### 場面設定
ある時、釈迦はヴァツサ国コーサンビーのゴーシタ園に滞在していた。
遍歴行者であるマンディッサとジャーリヤが訪れ、ジャーリヤが釈迦に、「霊魂と身体は同一か別ものか」を問う。
釈迦はそれには答えず、解脱の果報と、そこに至るための実践として、十善戒、六根清浄、正念正智、三衣一鉢による満足、五蓋の除去（五禅支の生成）、四禅、そして六神通が述べられる。
2人はその内容を聞いて法悦し、三宝に帰依することを誓う。

## 日本語訳
- 『南伝大蔵経・経蔵・長部経典1』（第6巻） 大蔵出版
- 『パーリ仏典 長部（ディーガニカーヤ）戒蘊篇II』 片山一良訳 大蔵出版
- 『原始仏典 長部経典1』 中村元監修 春秋社